# Громош
Громош (словац. Hraničné) — село, община в округе Стара Любовня, Прешовский край, Словакия. Расположен в северо-восточной части Словакии на северных склонах Левоцких гор.
Впервые упоминается в 1600 году.
В селе есть греко-католическая церковь с 1895 года в неороманском стиле и римско-католический костел.

## Население
| Год:                | 1994 | 2004    | 2014    | 2024    |
| ------------------- | ---- | ------- | ------- | ------- |
| Количество человек: | 520  | 527     | 517     | 515     |
| Разница:            |      | +1,34 % | −1,89 % | −0,38 % |

Национальный состав населения (по данным последней переписи населения — 2001 год):
- словаки — 99,43%
- украинцы — 0,57%

Состав населения по принадлежности к религии состоянию на 2001 год:
- римо-католики — 74,95%
- греко-католики — 24,10%%
- православные — 0,76%
- не считают себя верующими или не принадлежат к одной вышеупомянутой церкви — 0,19%